# WMLScript
WMLScript は、WMLで書かれたページ用に変更を加えた JavaScript の一種の方言であり、Wireless Application Protocol（WAP）の一部である。JavaScript の標準化仕様である ECMAScript（European Computer Manufacturers Script）に基づいている。
クライアント用スクリプト言語であり、JavaScript によく似ている。JavaScript のようにユーザー入力のチェック、エラーメッセージの生成、その他のダイアログボックス生成などを行うのに使われる。
JavaScript との主な違いは、JavaScript のコードが HTML で書かれたページ内に埋め込まれるのに対して、WMLScript のコードは WML のページには埋め込まれず、別ファイルとして置かれる点である。URL を使って WML 文書から WMLScript 本体を参照する。